# Moldavita

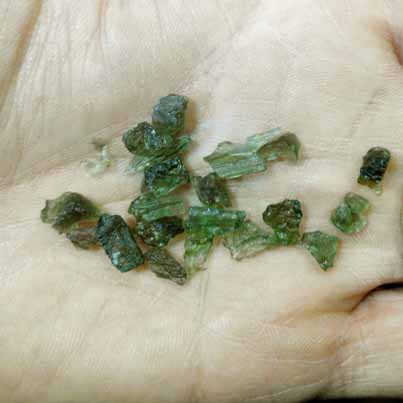
Moldavita

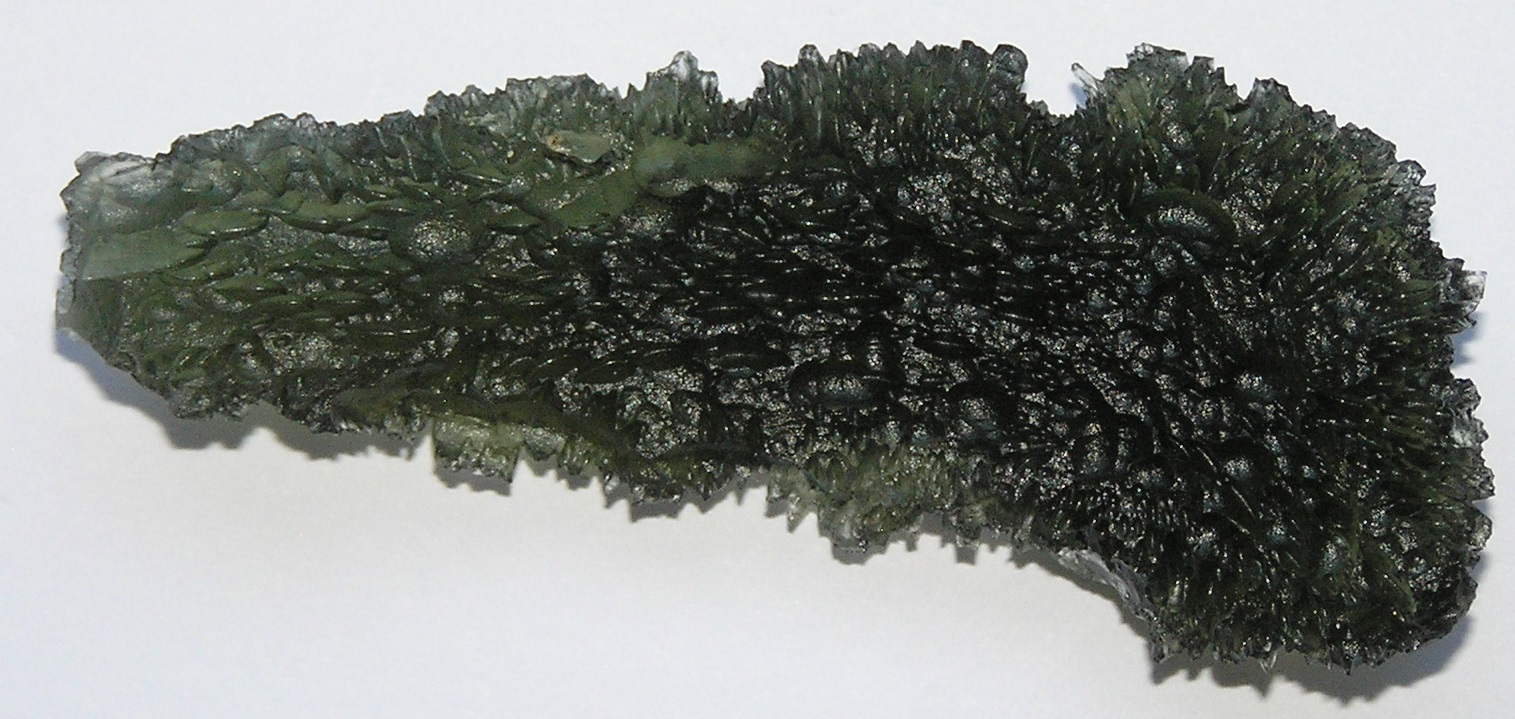
Moldavita de Besednice, Bohemia.

La moldavita es una roca afectada por un impacto de uno o varios meteoritos; las fragmentaciones formadas por el impacto de meteoritos, el calor y los materiales fundidos arrojados en el aire y mezclados con otros minerales forman las moldavitas.
La moldavita actualmente es muy cotizada en todo el mundo, por ello su precio ha estado aumentando y cada vez es más escasa, es buscado por coleccionistas y por sus aportaciones esotéricas ya que se considera una piedra poderosa. Se utiliza en joyería y como un mineral de colección.

## Apariencia
Esta piedra es traslúcida, pero presenta una tonalidad verde oscuro, aunque puede variar entre verde claro y verde-pardo. Posee una superficie rugosa, con crestas redondeadas y escarpaduras que le dan una apariencia botroidal.
Posee unas inclusiones como burbujas redondeadas, en forma de torbellinos y líneas.

## Yacimientos
Se puede encontrar en Alemania, República Checa, Austria, Moldavia.
Los depósitos más grandes de Moldavita han sido encontrados en la parte superior del Río Vlatva, especialmente al sur y oeste de České Budějovice (Budweis) en la República Checa.